# Drew Duffy
Drew Duffy (1º giugno 1995) è un ex sciatore alpino statunitense.

## Biografia
Attivo in gare FIS dal dicembre del 2010, Duffy ha esordito in Nor-Am Cup il 12 marzo 2012 a Stowe in slalom gigante e in Coppa del Mondo il 28 novembre 2015 a Lake Louise in discesa libera, in entrambi i casi senza completare la gara; il 22 gennaio 2016 ha ottenuto a Kitzbühel in combinata il miglior piazzamento nel massimo circuito internazionale (27º), nel quale ha preso per l'ultima volta il via il 13 gennaio 2018 a Wengen in discesa libera (53º). In Nor-Am Cup ha colto due podi, due terzi posti: il 9 febbraio 2017 a Copper Mountain in supergigante e il 13 febbraio 2020 a Whiteface Mountain in slalom gigante. Si è ritirato durante quella stessa stagione 2019-2020 e la sua ultima gara è stata uno slalom gigante universitario disputato il 29 febbraio a Middlebury, chiuso da Duffy al 30º posto; non ha preso parte a rassegne olimpiche o iridate.

## Palmarès

### Coppa del Mondo
- Miglior piazzamento in classifica generale: 153º nel 2016

### Nor-Am Cup
- Miglior piazzamento in classifica generale: 14º nel 2017 e nel 2018
- 2 podi:
  - 2 terzi posti

### Campionati statunitensi
- 1 medaglia:
  - 1 oro (supergigante nel 2015)